# Liberia Herald

La Liberia Herald, fondata nel 1826, è il primo giornale mai pubblicato in Liberia, che al tempo era una colonia. Fu fondata da Charles Force, uno schiavo americano liberato che morì poco dopo. 

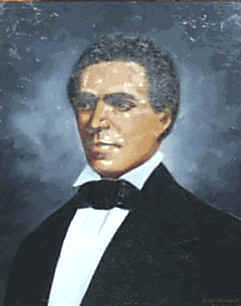
John Brown Russwurm editor from 1830-1834